# Дериглазов, Виталий Васильевич
Виталий Васильевич Дериглазов (род. 1984) — российский самбист, бронзовый призёр чемпионата России по боевому самбо, мастер спорта России международного класса.

## Спортивные результаты
- Чемпионат России по боевому самбо 2008 года — ;
- Чемпионат МВД России по боевому самбо 2014 года — [1];
- Чемпионат МВД России по боевому самбо 2015 года — [2];
- Чемпионат МВД России по боевому самбо 2016 года — [3];